# Zadni Staw Spiski
Zadni Staw Spiski, również Wyżni Staw Spiski (słow. Zadné Spišské pleso, Vyšné Spišské pleso, Horné Spišské pleso) – staw położony na wysokości 2022 m n.p.m., w Dolinie Pięciu Stawów Spiskich (górna część Doliny Małej Zimnej Wody), w słowackich Tatrach Wysokich. Pomiary pracowników TANAP-u z lat 60. XX w. wykazują, że ma on powierzchnię 0,210 ha, wymiary 100 × 45 m i głębokość ok. 1,5 m. Leży w pobliżu Wielkiego Stawu Spiskiego, a dokładniej na północny wschód od niego. Jest najwyżej położonym stawem wśród Pięciu Stawów Spiskich, pozostałe to: Wielki Staw Spiski, Mały Staw Spiski, Pośredni Staw Spiski i Niżni Staw Spiski.